# Autoradiopuhelin
Автомобильный радиотелефон (ARP) был первой коммерчески доступной сетью мобильной телефонной связи Финляндии. Его поддерживал тогдашний отдел почты и телеграфа. Технология также называется «технология нулевого поколения». Переключение между ячейками базовой станции еще не было автоматическим. Предложение о создании сети было сделано в 1968 году, а строительство началось в следующем году. Он открылся в 1971 году и до 2000 года работал вместе с NMT-450 и NMT-900. После отключения сеть ARP имела один дополнительный канал для каждого местоположения базовой станции для службы Tele Alert-150 до июля 2003 года.
Несмотря на высокую стоимость оборудования и эксплуатации, ARP имела успех и приобрела большую популярность, тем более что она занимала монопольное положение. На своем пике в 1986 году у него было более 35 000 пользователей. Долгое время это была единственная сеть мобильной связи в Финляндии. Однако из-за технологических ограничений сеть стала очень перегруженной, поэтому более поздние пользователи находились в основном в специальных группах, которым другие сети не могли предоставить покрытие.
ARP работает на 150 МГц диапазоне частот. Выделенная ему полоса частот 147,900-154,875 МГц была разделена на 80 каналов с использованием узкополосной FM-модуляции с разносом каналов 25 кГц с нумерацией каналов 00-99. Разрешение дуплекса составляло 5 МГц, при этом базовая станция передавала на более низкой частоте. Канал 00 был системным пейджинговым каналом, используемым для отправки терминалам информации о входящем вызове с помощью избирательных вызовов CCIR. Все 10-канальные каналы были так называемыми «общенациональными речевыми каналами». Базовая станция может иметь до 8 локальных голосовых каналов, чтобы уменьшить перегрузку на местном общенациональном голосовом канале.
| 1971 | 342    |
| 1972 | 1612   |
| 1973 | 3720   |
| 1974 | 5942   |
| 1975 | 8497   |
| 1976 | 10 806 |
| 1977 | 13 101 |
| 1978 | 15 685 |
| 1979 | 18 993 |
| 1980 | 23 482 |
| 1981 | 28 278 |
| 1982 | 31 232 |
| 1983 | 33 571 |
| 1984 | 34 145 |
| 1985 | 35 330 |
| 1986 | 35 560 |

Мощность передачи терминалов составляла 1-15 Вт, а базовой станции — 50 Вт. Терминалы были автомобильными станциями или переносными автомобильными станциями. В последние годы на рынке появилось всего несколько портативных радиолиний ARP. Первоначально в сети использовалась только полудуплексная передача, что препятствовало тому, чтобы речь принималась и передавалась одновременно. Позже, однако, полнодуплексные автомобильные телефоны также появились на рынке. В то же время, переход от канального кристалла к технологии синтеза частоты принес терминалам все 80 каналов и так называемый автоматический поиск каналов свободной речи. Сеть настраивалась вручную, но в 1990-х произошёл переход на автоматическую настройку. Средний размер ячейки составлял 30 км.